# 圣本图-杜萨普卡伊
圣本图-杜萨普卡伊是巴西圣保罗州的一个市镇。总面积252.2平方公里，总人口10517人，人口密度41.7人/平方公里。